# Саня Анчич
Саня Анчич (нар. 18 липня 1988) — колишня хорватська тенісистка.
Найвищу одиночну позицію світового рейтингу — 159 місце досягла 11 вересня 2006, парну — 240 місце — 5 березня 2007 року.
Здобула 8 одиночних та 1 парний титул туру ITF.
Завершила кар'єру 2007 року.

## Фінали ITF

### Одиночний розряд: 9 (8–1)
| Легенда          |
| ---------------- |
| турніри $100,000 |
| турніри $75,000  |
| турніри $50,000  |
| турніри $25,000  |
| турніри $10,000  |

| Фінали за покриттям |
| ------------------- |
| Тверде (0–0)        |
| Ґрунт (8–1)         |
| Трава (0–0)         |
| Килим (0–0)         |

| Результат | Ранг | Дата            | Турнір              | Покриття | Суперниця          | Рахунок       |
| --------- | ---- | --------------- | ------------------- | -------- | ------------------ | ------------- |
| Перемога  | 1.   | 25 липня 2004   | ITF Анкона, Італія  | Ґрунт    | Катерина Лопес     | 6–2, 6–1      |
| Перемога  | 2.   | 10 жовтня 2004  | Дубровник, Хорватія | Ґрунт    | Ленка Длгополцова  | 6–4, 6–2      |
| Поразка   | 3.   | 17 жовтня 2004  | Дубровник, Хорватія | Ґрунт    | Барбара Поца       | 4–6, 0–6      |
| Перемога  | 4.   | 10 квітня 2005  | Макарська, Хорватія | Ґрунт    | Емілі Баке         | 6–4, 6–3      |
| Перемога  | 5.   | 17 квітня 2005  | Хвар, Хорватія      | Ґрунт    | Маша Зец-Пешкірич  | 6–3, 6–1      |
| Перемога  | 6.   | 24 квітня 2005  | Бол, Хорватія       | Ґрунт    | Івана Лісяк        | 6–3, 6–1      |
| Перемога  | 7.   | 11 червня 2006  | Градо, Італія       | Ґрунт    | Ана Врлич          | 6–4, 3–6, 6–4 |
| Перемога  | 8.   | 20 серпня 2006  | Ріміні, Італія      | Ґрунт    | Домініка Цібулкова | 7–6, 3–6, 6–3 |
| Перемога  | 9.   | 10 вересня 2006 | ITF Местре, Італія  | Ґрунт    | Сандра Клезель     | 6–1, 6–2      |

### Парний розряд: 2 (1-1)
| Результат | Ранг | Дата            | Турнір              | Покриття | Партнерка    | Суперниці                        | Рахунок       |
| --------- | ---- | --------------- | ------------------- | -------- | ------------ | -------------------------------- | ------------- |
| Поразка   | 1.   | 24 квітня 2005  | ITF Бол, Хорватія   | Ґрунт    | Івана Лісяк  | Марі Андерссон Крістіна Андловіч | 3–6, 2–6      |
| Перемога  | 2.   | 18 вересня 2005 | ITF Софія, Болгарія | Ґрунт    | Таміра Пашек | Жоана Кортез Кароліна Косіньська | 6–7, 6–2, 6–4 |